# Martin Ransohoff
Martin Ransohoff (Nova Orleans, 7 de julho de 1927 — Bel Air, 13 de dezembro de 2017) foi um produtor cinematográfico norte-americano.